# Miota incisa
Miota incisa är en stekelart som först beskrevs av Jean-Jacques Kieffer 1910.  Miota incisa ingår i släktet Miota, och familjen hyllhornsteklar. Arten är reproducerande i Sverige.